# День национальной независимости и детей Турции
День национальной независимости и детей (тур. Ulusal Egemenlik ve Çocuk Bayramı) — турецкий государственный праздник, посвящённый независимости Турции и детям всего мира. Это единственный праздник в мире, который был посвящён Ататюрком всем детям мира.

## Учреждение

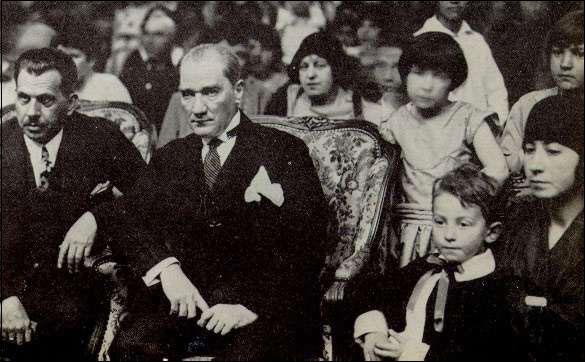
Мустафа Кемаль Ататюрк на Дне национального суверенитета

23 апреля 1920 года во время войны за независимость Турции в день учреждения Великого национального собрания в Анкаре на первом заседании Мустафа Кемаль выступил с речью, в которой объявил о том, что дети всего мира — это будущее человечества. Кемаль также призвал заложить основы новой, независимой, светской и современной республики, которая будет выстроена на развалинах Османской империи. После того, как 9 сентября 1922 года были разбиты силы Антанты и подписан Лозаннский мир, 24 июля 1923 года Ататюрк приступил к построению новой Турции. За последующие 8 лет он провёл ряд реформ, направленных на очищение Турции от османского прошлого. Ататюрк объявил 23 апреля Днём суверенитета и посвятил его детям Турции, доверив им защиту независимой страны.

## Празднование
Ежегодно дети отмечают в Турции этот праздник: на стадионах в городах проводятся мероприятия с участием школ. Дети заменяют официальных государственных служащих и высокопоставленных в этот день: даже президент Турции, премьер-министр Турции, члены кабинета министров и губернаторы уступают на день свои места детям. Дети подписывают указы и распоряжения в сфере образования и охраны окружающей среды. Также в этот день дети заменяют депутатов Великого национального собрания и обсуждают вопросы по делам семьи и детей.
За последние 20 лет турецкие официальные лица провели большую работу по интернационализации праздника, поэтому ежегодно в Турцию прибывают дети из разных стран, чтобы принять участие в культурных мероприятиях. Дети проживают в турецких домах и знакомятся ближе со своими сверстниками из Турции, а также участвуют в особой сессии Великого национального собрания, внося свой вклад в становление мира на Земле. Благодаря деятельности Турции 23 апреля был признан ЮНИСЕФ Международным днём детей.